# Nawira M19 2006
El Nawira M19 del 2006 fue la 1° edición del torneo de rugby juvenil de la confederación norteamericana.
Se disputó en Georgetown, Guyana.

## Equipos participantes
- Selección juvenil de rugby de Barbados
- Selección juvenil de rugby de Estados Unidos
- Selección juvenil de rugby de Guyana
- Selección juvenil de rugby de Islas Caimán
- Selección juvenil de rugby de Jamaica
- Selección juvenil de rugby de Trinidad y Tobago

## Posiciones

### Grupo A
| Pos. | Equipo         | Encuentros | Encuentros | Encuentros | Encuentros | Tantos  | Tantos    | Tantos     | Puntos |
| Pos. | Equipo         | jugados    | ganados    | empatados  | perdidos   | a favor | en contra | diferencia | Puntos |
| ---- | -------------- | ---------- | ---------- | ---------- | ---------- | ------- | --------- | ---------- | ------ |
| 1    | Estados Unidos | 2          | 2          | 0          | 0          | 82      | 3         | + 79       | 6      |
| 2    | Jamaica        | 2          | 1          | 0          | 1          | 22      | 50        | - 28       | 4      |
| 3    | Islas Caimán   | 2          | 1          | 0          | 1          | 5       | 56        | - 51       | 2      |

Nota: Se otorgan 3 puntos al equipo que gane un partido, 2 al que empate y 1 al que pierda
|  | Finalista |

| 8 de julio | Jamaica | 19 - 5 | Islas Caimán |  |  |

| 10 de julio | Estados Unidos | 37 - 0 | Islas Caimán |  |  |

| 12 de julio | Estados Unidos | 45 - 3 | Jamaica |  |  |

### Grupo B
| Pos. | Equipo            | Encuentros | Encuentros | Encuentros | Encuentros | Tantos  | Tantos    | Tantos     | Puntos |
| Pos. | Equipo            | jugados    | ganados    | empatados  | perdidos   | a favor | en contra | diferencia | Puntos |
| ---- | ----------------- | ---------- | ---------- | ---------- | ---------- | ------- | --------- | ---------- | ------ |
| 1    | Guyana            | 2          | 1          | 1          | 0          | 27      | 0         | + 27       | 5      |
| 2    | Trinidad y Tobago | 2          | 1          | 1          | 0          | 17      | 3         | + 14       | 5      |
| 3    | Barbados          | 2          | 1          | 0          | 1          | 3       | 44        | - 41       | 2      |

Nota: Se otorgan 3 puntos al equipo que gane un partido, 2 al que empate y 1 al que pierda
|  | Finalista |

| 8 de julio | Guyana | 27 - 0 | Barbados |  |  |

| 10 de julio | Trinidad y Tobago | 17 - 3 | Barbados |  |  |

| 12 de julio | Guyana | 0 - 0 | Trinidad y Tobago |  |  |

### Definición 5° puesto
| 15 de julio | Islas Caimán | 22 - 10 | Barbados |  |  |

### Definición 3° puesto
| 15 de julio | Jamaica | 19 - 5 | Trinidad y Tobago |  |  |

### Final
| 15 de julio | Estados Unidos | 86 - 0 | Guyana |  |  |

| Bandera de Estados Unidos |
| Campeón Estados Unidos    |
| Primer título             |